# Aba Szathmáry
Aba Szathmáry (Budapest, 9 giugno 1917 – Budapest, 2000) è stato un cestista e giavellottista ungherese.

## Carriera
Con l'Ungheria ha disputato i Campionati europei del 1939.